# 纳塔纳尔·德索萨·桑托斯
小纳塔纳尔·德索萨·桑托斯（葡萄牙語：Natanael de Souza Santos Junior，1985年12月25日—），简称桑托斯（Santos），是巴西职业足球运动员，现效力于經典K聯賽球队水原三星蓝翼，司职前锋。

## 俱乐部生涯
桑托斯早期在隆德里纳、卡斯卡韦尔、圣里塔等巴西低级别联赛度过。2010年2月9日，他加盟K联赛球队济州联。 2013年2月，他转投中国足球超级联赛升班马武汉卓尔。但桑托斯在上半程14场联赛和1场杯赛都颗粒无收，没有取得进球，7月3日，武汉卓尔宣布和桑托斯不再报名中超联赛。7月13日，桑托斯转会加盟經典K聯賽球队水原三星蓝翼。